# Liste von Papiermaschinen-Herstellern
Eine Papiermaschine im engeren Wortsinn ist eine Maschine zur Herstellung von Papier, Karton oder Pappe. Auf den Bau derselben spezialisierte Maschinenfabriken lieferten oft die Gesamtausstattung von papier- und pappenerzeugenden Fabriken einschließlich der Kraftmaschinen (Wasserräder, Turbinen), der Rohstoffaufbereitungsmaschinen (Holzschliff, Zellstoff, Altpapier) sowie Querschneider und Kalander.
Die für den Betrieb der Maschinen erforderlichen Siebe, Filze und Egoutteure waren Erzeugnisse darauf spezialisierter Zulieferer.

## Papiermaschinen-Hersteller nach Ländern

### Belgien
- August Chantrenne, Nivelles[1]
- Dautrebande & Thiry, Huy[2]
- N. Porta & Co., Huy[3]

### Deutschland
- F. H. Banning & Setz, Düren
- F. H. Banning & Seybold, Düren[4]
- Bellmer

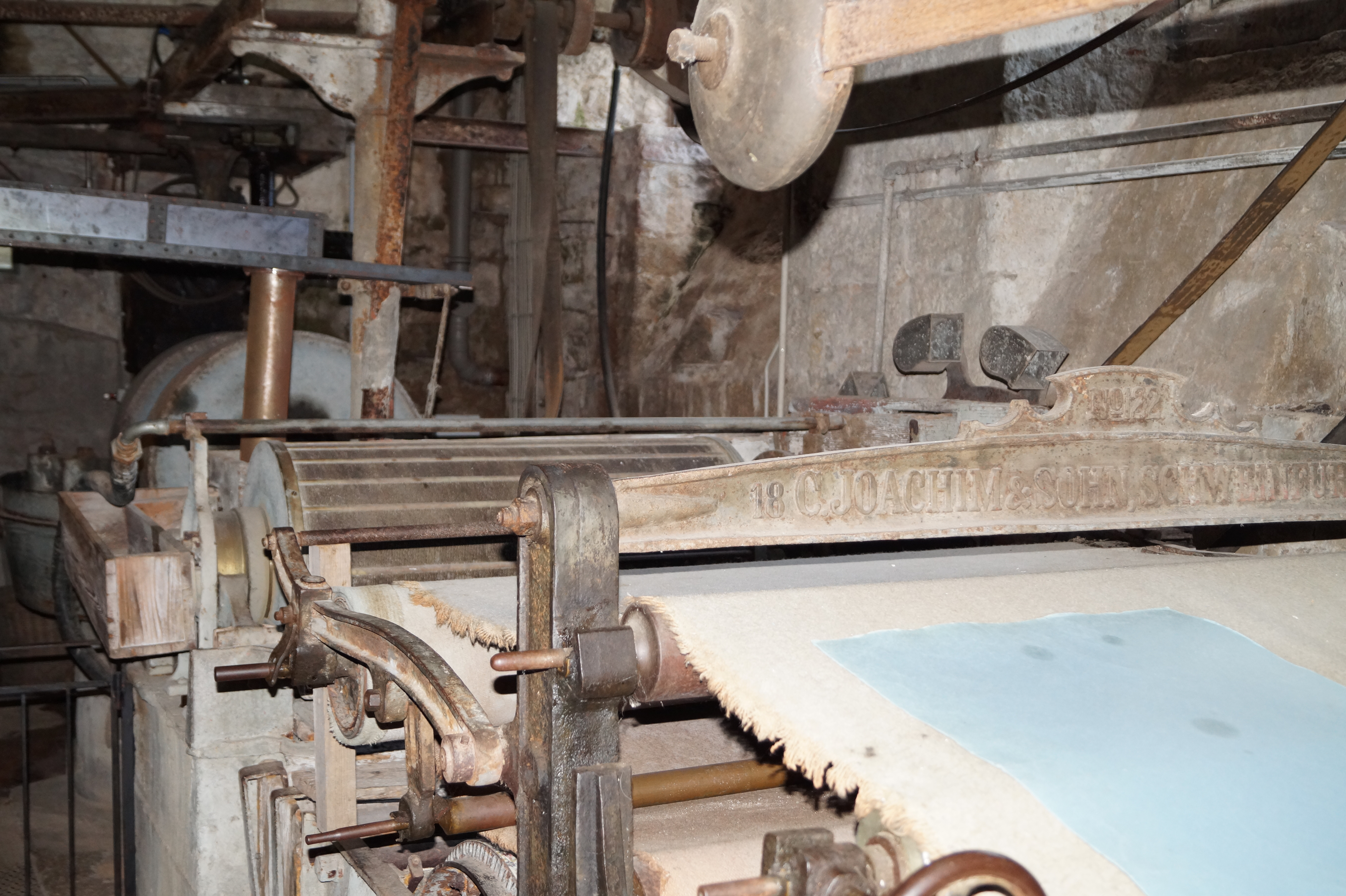
Papiermühle Homburg, Rundsieb-Pappenmaschine von C. Joachim & Sohn in Schweinfurt

Annonce C. Joachim & Sohn, Maschinenfabrik, Schweinfurt 1888

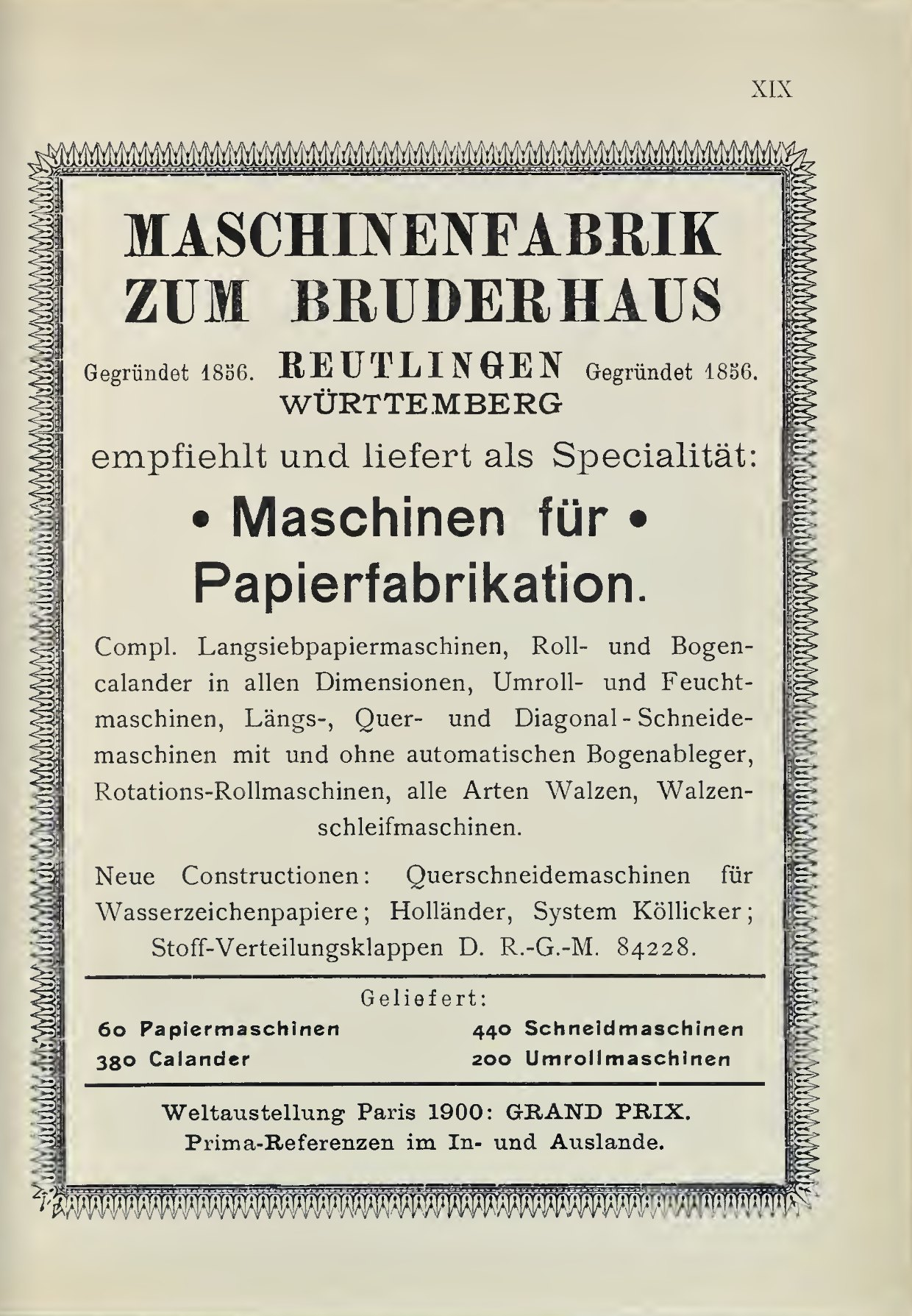
Publicity Maschinenfabrik zum Bruderhaus 1905

Annonce Ferdinand Flinsch, Actiengesellschaft für Maschinenbau und Eisengiesserei, Offenbach a. M. 1901

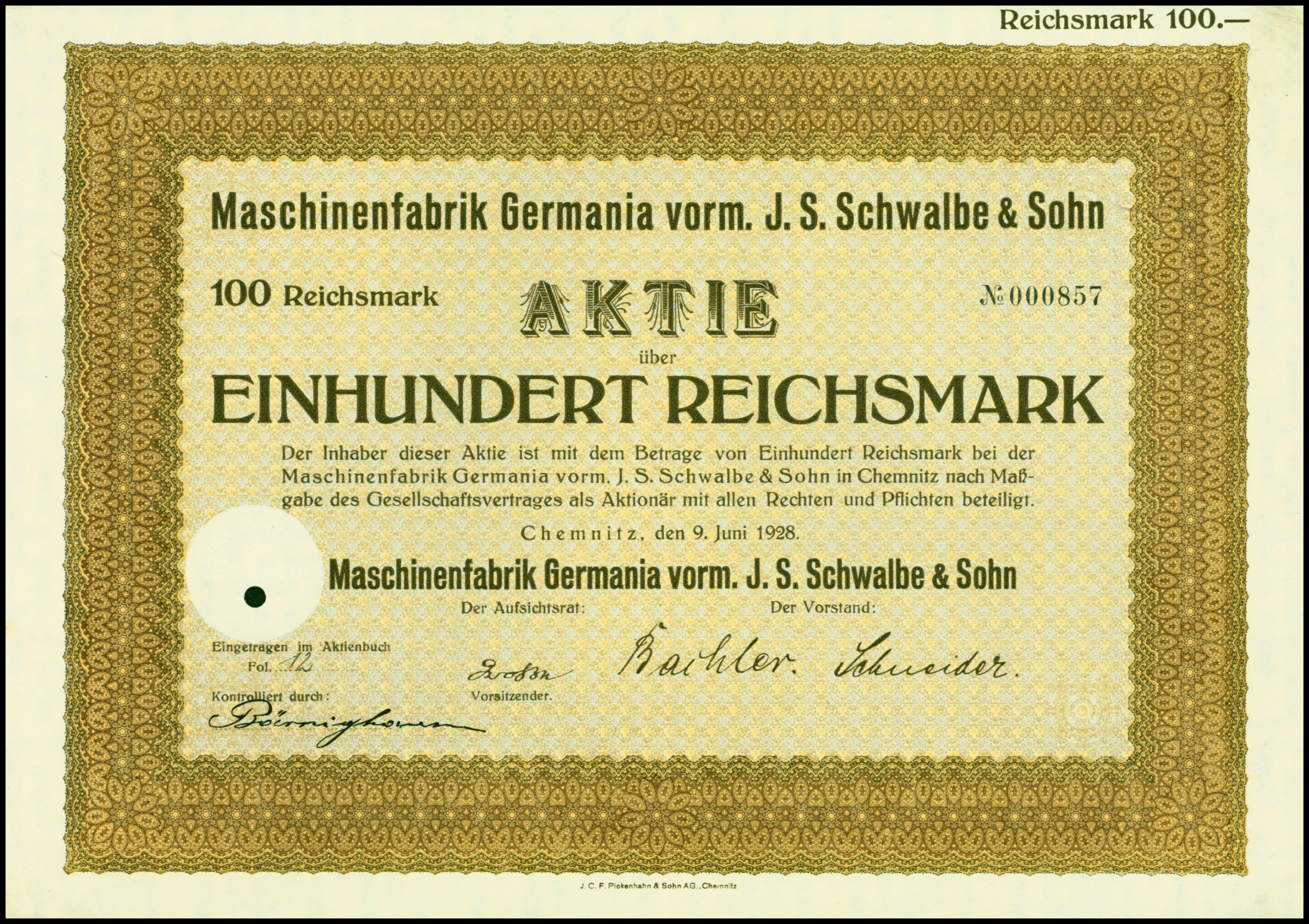
Maschinenfabrik Germania 1928

- O. Dörries A.-G. vorm Maschinenfabrik Banning& Seybold, Düren
- O. Dörries GmbH, Düren[5]
- Dürener Maschinenfabrik und Gießerei Hupertz et Banning[6]
- Eisengießerei & Maschinenfabrik, Akt.-Ges., Bautzen
- J. W. Erkens, Krauthausen bei Düren
- ER-WE-PA, Erkrath bei Düsseldorf
- Ferdinand Flinsch, Actiengesellschaft für Maschinenbau und Eisengiesserei, Offenbach a. M.[7]
- C. G. Haubold, Chemnitz
- C. G. Haubold jr., Chemnitz[8]
- Heerbrandt-A.-G. Raguhn/Anhalt
- C. Hemmer Wwe., Neidenfels[9]
- Hitschler & Andres, Maschinenfabrik Zweibrücken (Pfalz)[10]
- Ernst Hoffmann, Maschinenfabrik Niederschlema
- Jagenberg
- C. Joachim & Sohn, Schweinfurt[11]
- Kleinewefers, Krefeld[12]
- Carl Krafft & Söhne Maschinenfabrik, Düren[13]
- Maschinenbau Akt.-Ges. Golzern-Grimma, Grimma
- Maschinenbau-Werkstätten Niefern[14]
- Maschinenfabrik Gebr. Decker & Co.[15]
- Maschinenfabrik Germania vorm. J. S. Schwalbe & Sohn, Chemnitz[16][17]
- Maschinenfabrik Gustav Toelle, Niederschlema[18]
- Maschinenfabrik zum Bruderhaus, Reutlingen
- F. A. Münzner, Obergruna bei Siebenlehen[19]
- Johannes Oechelhäuser
- Paschke & Co., Eisengießerei u. Maschinenfabrik GmbH, Freiberg (Sa.)[20]
- PAMA Freiberg
- Gustav Reinhard & Co., Eisengießerei und Maschinenfabrik „Hemer“, Hemer i. Westf.[21]
- Gustav Schaeuffelen
- Schöne und Großer, Maschinenfabrik und Eisengießerei, Neuschönfeld bei Leipzig[22]
- F. W. Strobel, Chemnitz[1]
- Sulzer Escher-Wyss, Ravensburg
- Voith
- Wagner & Co., Cöthen[23]
- Widmann’sche Papiermaschinenfabrik
- Zwickauer Maschinenfabrik Aktiengesellschaft, Niederschlema

### Finnland
- Ahlström
- Karhula
- Metso
- Tampella
- Valmet
- Viipurin konepaja (Wiborgs Mekaniska Verkstad), Viipuri
- Wärtsilä

### Frankreich
- Achet, Sanford, Varall & Odent, Paris
- Biesler frères & Dixon, Mulhouse
- Stanislas Casimir Chapelle, Paris
- Cordebart & Michaud, L'Isle d'Espagnac
- Jouffray Ainé & Fils, Vienne, Dep. Isère[24]
- Jouffray Cadet & Fils, Vienne, Dep. Isère[1]
- André Koechlin & Cie
- L. Lhullier, Vienne (Isère)[25]
- Alfred Motteau, Angoulême
- A. Trousset, Duveau et Cie.
- Sanford et Varrall[26]
- Varall, Middleton & Elwell, Paris[27][26]

### Italien
- PMT Italia[28]

### Norwegen
- A. S. Myrens Verkstad

### Österreich
- Andritz AG
- Leobersdorfer Maschinen-Fabrik von Ganz & Comp., Leobersdorf[29]
- Georg Sigl
- Vinzenz Sterz

### Polen
- Füllnerwerk

### Russland
- Bummash
- Petrosawodskmasch

### Schweden
- Karlstads Mekaniska Werkstad

### Schweiz

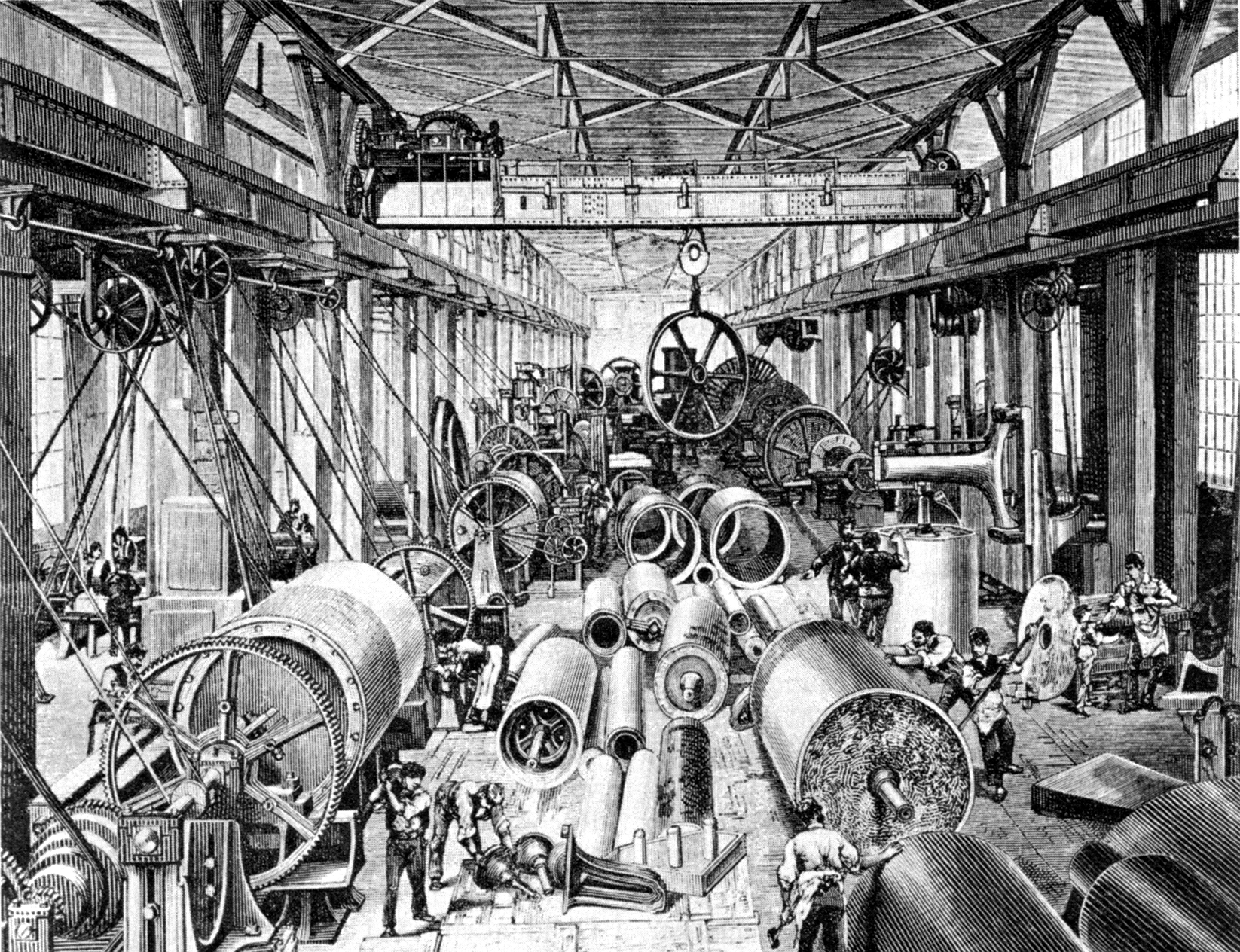
Montagehalle der Maschinenfabrik Escher Wyss in Zürich 1875

- Bell Maschinenfabrik
- J. B. Brielmayer, Romanshorn[30]
- Escher Wyss & Cie.

### Tschechien
- Karolinenthaler Maschinenfabrik von J. C. Bernard, vormals Lüsse, Märky & Bernard, Prag.[31]
- Karolinenthaler Maschinenfabrik, J. C. Bernard, Prag[32]

### USA
- The Appleton Machine Co. Pulp and Paper Mill Machinery Appleton WI
- Bagley & Sewall Co of Watertown, NY[33]
- Beloit Corporation[34]
- Black-Clawson Company
- H. C. Clark & Son Machine Company, Lee, Mass.
- Gavit Paper Machine Works[35].
- Holyoke Machine Company, Holyoke, Mass.[36][37]
- Howe & Goddard, Worchester, Mass.
- Merrill and Houston Iron Works
- The Paper & Textile Machinery Company, Sandusky, Ohio
- Phelps & Spafford, South Windham, Conn.
- Pusey & Jones, Wilmington, De.
- Rice, Barton and Fales
- Smith, Winchester & Co.[38]

### Vereinigtes Königreich
- Bentley & Jackson, Paper Makers' Engineers, Bury[39]
- James Bertram & Son, Edinburgh[40]
- Bertrams Ltd., Sciennes, Edinburgh.[41]
- John Dickinson
- B. Donkin and Company[42]
- J & E Hall[43]
- Masson, Scott & Co., Battersea, London
- Masson, Scott & Bertram, Battersea, London and Edinburgh
- James Milne and Son, Edinburgh, engineers[44]
- James Park, Fernhill Foundry, Bury, Lancashire[40]
- Redfern, Smith and Law, Bury, Lancashire[40]
- George Tidcombe and Son, Watford, Herts.[40]
- Henry Watson and Son, High Bridge Works, Newcastle-on-Tyne[45]

## Sieb- und Egoutteur-Hersteller

### Deutschland
- Joseph Asbach, Metalltuch-, Sieb-, Drahtgeflecht- und Drahtweberei-Geschäft, Chemnitz[46]
- Gebr. Dehler, Saalfeld (Thüringen)[47]
- Drahtweberei Pausa GmbH
- Dürener Metalltuch- und Egoutteurfabrik Kufferath & Co., Düren
- Joh. Einbiegler, Fechenheim am Main
- Foest & Loesche, Metalltuchfabrik, Dessau-Roßlau[48]
- Fontaine & Co., Aachen
- H. Güntter, Metall-Tuch-Fabrik, Biberach (Württemberg)[49]
- Gottlieb Heerbrandt, Raguhn (Anhalt)[50]
- Höld & Cie., Metalltuchfabrik, Villingen (Baden)[51]
- J. L. Kaltenecker & Sohn, Metallgewebe, München[52]
- Andr. Kufferath, Mariaweiler bei Düren[52]
- Maschinenbau u. Metalltuchfabrik Actien-Gesellschaft vorm. Gottl. Heerbrandt, Raguhn i. Anh.[53]
- Metalltuchfabrik Hermann Finckh, Reutlingen[54].
- Louis Lang, Kehl, Metalltücher ohne Ende[52]
- Metalltuchfabrik Ratazzi und May, Frankfurt
- Julius Müller, Potsdam[55]
- Neustädter Drahtgewebe GmbH, Neustadt/Orla
- Oberdorfer Siebe, Heidenheim
- Pabst & Kilian, Drahtweberei u. Metalltuchfabrik, Raguhn[56]
- Sächs. Metalltuchfabrik O. Seele Nachf., Pausa (Vogtland)[57]
- Schlosser & Bracher, Metalltuchweberei, Villingen[58]
- J. G. Schraden & Co., Reutlingen[59]
- Schumann, Drahtgewebefabrik, Berlin[60]
- Siebfabrik Arthur Maurer GmbH & Co. KG, Mössingen
- Vereinigte Metalltuch-Fabriken Peter Villforth, Reutlingen (Württemberg)
- J. F. Stohrer, Metallgewebe, Stuttgart[52]
- Chr. Wandel, Reutlingen (Württemberg)[61]
- Hermann Wangner, Reutlingen (Württemberg)[62][63]

### Frankreich
- Bossignol Söhne & Comp. in Laigle[64]
- Frank & Cie, Metall-Gewebe-Fabrik, Schlettstadt (Elsass)[65]
- Ch. Gaillard Sohn in Paris[64]
- B. Guillon in Grenay[64]
- J. Kons in Paris[64]
- C. Laboureaux, La Couronne[52]
- Lacroix & Cie., Lacouronne bei Angoulème (Charente)
- Louis Lang & Sohn, Metallgewebefabrik, Schlettstadt (Elsass)[64][66]
- Laroche & Lacroix, La Couronne[52]
- Ant. Mage sen., Lyon[64]
- Metall-Gewebe-Fabrik Franck & Co., Schlettstadt (Elsass)[67]
- Metalltuch-Fabrik Martel, Catala & Cie, Schlettstadt (Elsass)
- G. Michel in Mühlhausen[64]
- Aug. Roswag & Söhne, Schlettstadt (Elsass), St. Denis (Seine), Bockenheim[64]
- Russier-Brewer, Paris[64]
- A. Trousset, Angoulème[52]
- Ign. Weber, Nancy[64]
- M. Weiller, Angoulème[64]

### Österreich
- Hutter & Schrantz, Wien
- Metalltuch-, Drahtgewebe- und Drahtgeflechte-Fabrik Franz Koczok, Wien[68]

### Schweiz
- Graeser & Schweizer, Rheinau, Ktn. Zürich[64]

### Ukraine
- Metallgewebe-Fabrik Rudolf Müller & C., Kiew, Russland[69]

### USA
- John R. Sinclair Dandy Roll Company, Holyoke, Mass.[70]

### Vereinigtes Königreich
- Edwin Amies, Maidstone, Kent
- A. Beewer (Wm. Green), London[71]
- James Butler & Son, London[71]
- Bryan Corcoran, Witt, & Co., London[64][71]
- Henry W. Butterworth, Ecclesfield[71]
- George Christie, Wire Works, Glasgow[71]
- Archibald Cousland, & Co., Glasgow[71]
- Daniel Hirst, Outlane[71]
- Johnson, Clapham & Morris, Manchester[72]
- Johnson & Hobbs, Manchester[71]
- T. J. Marshall, London[71]
- R. McFarlane, & Co., Edinburgh[72]
- William Mountain & Sons, Trafalgar Wire Works, Newcastle-on-Tyne[71]
- Nicklin & Sneath, Birmingham[64]
- F. W. Potter, London[71]
- Riddell & Co., Glasgow[72]
- John Sinclair, Edinburgh[72]
- James Whiting, Manchester[72]

## Filz-Hersteller

### Belgien
- Reinhard Bruch & Cie., Filztuchfabrik, Neu-Moresnet[73]

### Deutschland
- von Asten & Co. Kom.-Ges., Stolberg (Rhld.)[74]
- von Asten & Lynen, GmbH, Stolberg (Rhld.)
- Albert Brass, Filzenfabrikant, Hof (Bayern)[75]
- Filztuchfabrik von Eduard Heberer, Reichenbach (Sachsen)
- Filztuchfabrik Reinhard Bruch & C., A.-G., Aachen
- Gebrüder Meinhold, Reichenbach (Vogtland)[76]
- Geraer Filztuchfabrik Lechla u. Mehlhorn, Aktiengesellschaft[77]
- C. G. Güttler. Filztuchfabrik, Akt.-Ges., Schmiedeberg im Riesengebirge (Kowary)
- Heimbach-Gruppe
- Thomas Josef Heimbach GmbH & Co, Düren[78]
- Filztuchfabrik J.J. Marx GmbH, Lambrecht (Pfalz)[79]
- Christfried Petzold, Filztuch-Fabrik, Lengenfeld-Wolfspfütz[80]
- Sächsische Filztuchfabrik, Rodewisch (Vogtland)[61]
- Tuchfabrik Lörrach A. G., Lörrach
- Carl Veit, Filztuchfabrik, Göppingen
- Vereinigte Filzfabriken A.-G., Giengen a. Brenz
- Vogtländische Filztuchfabrik Weihmüller & Holz, Lengenfeld (Vogtl.)[81]
- H. G. Waldhelm, Filztuchfabrik, Hasserode bei Wernigerode (Harz)[82]
- Weckmüller u. Beinhauer, Filztuchfabrik, Düren-Rölsdorf[83]
- Württ. Filztuchfabrik D. Geschmay, Göppingen[84]

### Finnland
- Metso Fabrics Inc., Tampere
- Tamfelt, Tampere

### Frankreich
- Louis Binet & Cie, Annonay, Dep. Ardèche[85]
- Dollfus & Noack, Mulhouse (Ht. Rhin)
- Procop Débouchaud Mattard Vérit & Cie., Nersac, Charente

### Österreich
- Erste Belgisch-österreichische Mechanische Filztuchfabrik für Papierfabrikation, Wasenbruck[86]
- Josef Fels, Graz, Steiermark

### Polen
- C. G. Güttler, Filztuchfabrik, Aktiengesellschaft, Schmiedeberg im Riesengebirge (Kowary)[87]

### Schweden
- Nordiska Maskinfilt, Halmstad[88]

### Schweiz
- Filztuch-Fabrik Olten, Schweiz
- Filztuchfabrik Conrad Munzinger & Cie. AG, Olten[89]

### Slowenien
- Terpinz & Zeschko, Laibach (Ljubljana)[90]

### USA
- Albany Felt Company, Rochester, New Hampshire[91]

### Vereinigtes Königreich
- James Kenyon & Son, Derby Street Mills, Bury[72]
- Joseph Porritt & Sons, Sunny Bank Mills, near Helmshore, Manchester[72]